# مزيد بن سليمان العمرو
الفريق الركن مزيد بن سليمان مزيـد العمرو (1374 هـ‍ مكة المكرمة) قائد الدفاع الجوي الملكي السعودي. منذ 10 جمادى الآخرة 1439هـ / 26 فبراير 2018م، عندما صدرأمر ملكي بترقيته من رتبة لواء ركن إلى رتبة فريق ركن، وتعينه قائداً لدفاع الجوي الملكي السعودي،.

## المؤهلات
المؤهلات العلمية العسكرية:
- بكالوريوس علوم عسكرية كلية (الملك عبد العزيز الحربية).
- دورة تأسيسية د/جو ـ الترتيب (الأول)، والتقدير (ممتاز).
- دورة متقدمة د/جو ـ الترتيب (الأول)، والتقدير (ممتاز).
- دورة تشغيـل معـدات 35مم/ط ـ الترتيب (الأول)، والتقدير (ممتاز).
- دورة تشغيل معدات 35مم/ط متقدمة بريطانيا ـ الترتيب (الأول)، والتقدير (ممتاز).
- دورة تموين متقدمة بالولايات المتحدة الأمريكية ـ الترتيـب (الأول).
- دورة أركان صغرى الكويت ـ الترتيب (الأول)، والتقدير (ممتاز).
- ماجستير علوم عسكرية كلية القيادة والأركان ـ الترتيب (الأول)، والتقدير (ممتاز).
- زمالة كلية الحرب العليا ـ أكاديمية ناصر العسكرية العليا، جمهورية مصر العربية.

## المناصب
المناصب التي تولاها:
- قائد فصيل في وحدات الدفاع الجوي.
- مساعد قائد سرية دفاع جوي.
- مساعد مدير شؤون الضباط بالقيادة.
- مدير قسم التموين بهيئة الإمداد والتموين.
- مدير إدارة الصيانة والنقل بهيئة الإمداد والتموين.
- مدير قسم التخطيط بهيئة الإمداد والتموين.
- مدير تموين، ضمن أركان قيادة القوات المشتركة ومسرح العمليات، في بداية تشكيل القيادة.
- ركن تخطيط، ضمن فريق التخطيط المشترك، قيادة القوات المشتركة ومسرح العمليات، خلال أزمة الخليج الثانية في حرب تحرير دولة الكويت.
- ركن التوثيق، قيادة القوات المشتركة ومسرح العمليات، عقب إعلان تحرير دولة الكويت.
- مدير إدارة الاستخبارات بهيئة الاستخبارات والأمن.
- الركن لمساعد وزير الدفاع والطيران والمفتش العام للشؤون العسكرية.
- نائب قائد قوات الدفاع الجوي.

## التكريمات
الأوسمة والميداليات والنياشين:
1. وسام الملك فيصل من الدرجة الرابعة.
2. وسام تحرير الكويت.
3. نوط المعركة.
4. نوط الإتقان الأمريكي.
5. نوط الخدمة العسكرية للمرة الرابعة.
6. ميدالية تحرير الكويت.
7. وسام الملك فيصل من الدرجة الثالثة.
8. وسام الملك فيصل من الدرجة الثانية.
9. نوط الإدارة.